# Hyaena
Hyaena es un género de mamíferos carnívoros de la familia Hyaenidae. La hiena parda se clasifica en este género, aunque se había incluido en un género independiente (Parahyaena).

## Especies
El género Hyaena incluye dos especies:
- Hyaena hyaena - hiena rayada; África al norte del ecuador, y Oriente Medio hasta la India
- Hyaena brunnea - hiena parda; África  meridional